# Волочаївський провулок (Київ)
Волоча́ївський прову́лок — зниклий провулок, що існував у Жовтневому, нині Солом'янському районі міста Києва, місцевість Караваєві дачі. Пролягав від Волочаївської вулиці до Машинобудівного провулку.

## Історія
Провулок виник у 1-й половині XX століття під назвою Нова вулиця. Назву Волочаївський провулок отримав 1955 року. Ліквідований разом із навколишньою малоповерховою забудовою 1977 року.